# Red Sleeve Enterprise Linux
Red Sleeve Enterprise Linux (RSEL) is een Linuxdistributie voor de Raspberry Pi, afgeleid van Red Hat Enterprise Linux.

## Softwareselectie
RSEL bevat de meeste softwarepakketten uit RHEL die verder ongewijzigd voor de ARM v6 processor zijn herbouwd. Een aantal pakketten zullen aangepast moeten worden en software die niet op de ARM-architectuur van toepassing is, is weggelaten.

## Firmware
In 2014 start de distributie op nieuwe Raspbery Pi's alleen op na het vervangen van de standaard Raspberry Pi firmware door een meer recente versie. De firmware die met Raspbian meekomt kan gebruikt worden om op te starten. Er is een EPEL-pakketbron beschikbaar.